# Cabirops reverberii
Cabirops reverberii is een pissebed uit de familie Cabiropidae. De wetenschappelijke naam van de soort is voor het eerst geldig gepubliceerd in 1971 door Restivo.